# Zasloužilý novinář Ukrajiny
Zasloužilý novinář Ukrajiny (ukrajinsky Заслужений журналіст України) je státní vyznamenání Ukrajiny. Udělen může být občanům Ukrajiny i cizincům pracujícím v médiích.

## Historie
Tento čestný titul byl založen prezidiem Nejvyšší rady Ukrajinské SSR dne 7. května 1981 pod názvem Zasloužilý novinář Ukrajinské SSR. V té době již čtyři z tehdejších sovětských republik (Estonská SSR, Litevská SSR, Gruzínská SSR a Arménská SSR) měly ustanovena podobná ocenění. Ruská SSR však podobné ocenění nikdy nevytvořila. Po obnovení titulu pod názvem Zasloužilý novinář Ukrajiny je ocenění udíleno od vyhlášení nezávislosti Ukrajiny v roce 1991. Stal se tak jedním z 29 sovětských čestných titulů přejatých nezávislou Ukrajinou.

## Pravidla udílení
Tento čestný titul je udílen prezidentem Ukrajiny v souladu se zákonem O státních vyznamenáních Ukrajiny. Podle nařízení o čestných titulech Ukrajiny ze dne 29. června 2001 se tento titul udílí zaměstnancům médií za významný přínos k rozvoji národní žurnalistiky. Ocenění tímto titulem musí mít vysokoškolské vzdělání. Podmínkou pro udělení titulu je alespoň desetiletá praxe v oboru. V případě nominací zahraničních novinářů podává návrh na jejich ocenění ministra zahraničních věcí Ukrajiny.

## Popis odznaku
Původní odznak udílený v letech 1994 až 2001 měl velikost 26 × 28 mm. Byl na něm motiv hlavy ženy a věnce z pšeničných snopů.
Odznak udílený od června 2001 se svým vzhledem podobá dalším odznakům čestných ukrajinských titulů v kategorii zasloužilý. Odznak má tvar oválného věnce spleteného ze dvou větviček vavřínových listů. Ve spodní části jsou větvičky spojeny stuhou. Uprostřed odznaku je nápis Заслуженный журналист. V horní části je věnec přerušen státním znakem Ukrajiny. Všechny nápisy i motivy jsou na odznaku vyraženy. Na zadní straně je spona umožňující jeho připnutí k oděvu. Odznak je vyroben ze stříbra.